# Квинт Сульпиций Камерин Петик
Квинт Сульпи́ций Камери́н Петик (лат. Quintus Sulpicius Camerinus Peticus/Pythicus; родился, по одной из версий, около 10 года — казнён в 67 году, Рим, Римская империя) — государственный и политический деятель времён ранней Римской империи, консул-суффект 46 года.

## Биография
Квинт Сульпиций происходил из старинного патрицианского рода и приходился сыном ординарному консулу 9 года, носившему такое же имя. 
Рождение Квинта Сульпиция-младшего, учитывая дату его консулата (46 год), исследователи датируют периодом около 10 года. Известно, что в своё время он получил хорошее образование.
В неустановленном году Квинт Сульпиций вошёл в жреческую коллегию арвальских братьев; немецкий учёный-религиевед Й. Рюпке предполагает, что его кооптация произошла после африканского наместничества в 56/57 году. В 46 году Клавдий назначил его консулом-суффектом; коллегой по должности Квинта стал Марк Юний Силан. В 56 или 57 году, уже при племяннике Клавдия, Нероне, Квинт Сульпиций в качестве проконсула управлял Африкой.
В 58 году Камерин был обвинён в вымогательствах в своей провинции, однако, оправдан принцепсом. В 60 году он возглавил совет жертвоприношений. В 67 году, при отсутствии императора, Квинт Сульпиций вместе со своим сыном вновь был обвинён (на этот раз — в оскорблении величия) и казнён по наущению Гелиоса, фаворита Нерона.

## Семья
- Дочь Сульпиция Претекстата, жена Марка Лициния Красса Фруги.

## Примечание
1. 1 2  Rüpke J[англ.]., Glock A. Fasti Sacerdotum: A Prosopography of Pagan, Jewish, and Christian Religious Officials in the City of Rome, 300 BC to AD 499 / by Richardson D. — Oxford & New York: Oxford University Press, 2008. — 1115 ps. — P. 907. — № 3179. — ISBN 978-0-19-929113-7